# Hasle Bakker
Hasle Bakker er et rekreativt område i Brabrand i den vestlige del af Aarhus, mellem Edwin Rahrs Vej og Jernaldervej og vest for ringvejen Ring 2 i Hasle. 
Hasle Bakker består af tre store jordvolde, skabt af ca. 1 million kubikmeter overskudsjord fra byggerier, anbragt på et 15,5 hektar stort areal indtil 1990'erne. Naturforvaltningen i Aarhus Kommune initierede omkring år 2000 en landskabsplan for området og i 2006 blev det rekreative landskab Hasle Bakker indviet.
Hasle Bakker er også navnet på den forening der administrerer og koordinerer aktiviteterne i området.

## Området
Jordvoldene – eller højene – har fået navnene Spiralen (med spiralsnoede stier og beliggende ud til Jernaldervej – færdig 2005), Bakkekammen (den største og længste bakke – færdig 2005) samt Plateauet (adgang med bil og beliggende ud mod Edwin Rahrs Vej – færdig 2006). Det højeste punkt i bakkelandskabet er på Bjergkammen med 105 meter over havets overflade. Det er Aarhus Kommunes næsthøjeste punkt, kun overgået af Jelshøj, hvis top er 128 meter over havets overflade. Bjergkammen havde rejsegilde 27. september 2005 og plateauet blev færdiggjort året efter.
Hasle Bakker er i dag en del af naturområdet Skjoldhøjkilen og udgør sammen med den nyligt rejste True Skov længere mod vest, en grøn kile der skærer sig ind i Aarhus by fra oplandet (se f.eks. pdf-folderen under 'Eksterne henvisninger' nedenfor for nærmere beskrivelse).
I den nordlige ende ved Spiralen, er der en grøn korridor til Brendstrup Skov på den anden side af Viborgvej.

## Historie og baggrund
I 1997 begyndte man at køre overskudsjord fra bygge- og anlægsprojekter til området. I efteråret 2002 begyndte man at arbejde med planer for, hvordan området og dets overskudsjord kunne blive til et rekreativt bakkeområde. Der blev blandt andet arrangeret bakkevandring 21. september, og efterfølgende var der flere borgermøder for områdets beboere. Det mundede ud i fastlæggelsen af fem temaer for områdets udformning:
1. Diversitet
2. Tilgængelighed
3. Synlighed
4. Programmering
5. Proces

I 2003 blev det endelige projekt et af vinderprojekterne i konkurrencen Bedre Byrum udskrevet af Fonden Realdania, hvilket bl.a. indebar et økonomisk tilskud til gennemførelsen af projektet. Udgifterne til projektet er 9,2 millioner kroner, hvoraf 3,9 kommer fra Fonden Realdania, 1,8 fra Urban programmet og 3,5 fra Aarhus Kommune.

## Galleri
- Hasle Bakker set fra Spiralen
- Bakkekammen
- Spiralen